# Кеннет Гулд
Ке́ннет Гулд (англ. Kenneth Gould; нар. 11 травня 1967, Рокфорд) — американський професійний боксер, чемпіон світу серед аматорів, призер Олімпійських та Панамериканських ігор.

## Аматорська кар'єра
На чемпіонаті світу 1986 став чемпіоном.
- В 1/8 фіналу переміг Міура Куніхіро (Японія) — 5-0
- У чвертьфіналі переміг Лорана Будуані (Франція) — 4-1
- У півфіналі переміг Тібора Молнара (Угорщина) — 5-0
- У фіналі переміг Канделаріо Дуверхель (Куба) — 3-2

На Панамериканських іграх 1987 переміг трьох суперників, а у фіналі програв Хуану Карлос Лемусу (Куба) — 2-3 й отримав срібну медаль.
На Олімпійських іграх 1988 завоював бронзову медаль.
- В 1/32 фіналу переміг Джозефа Марва (Танзанія) — 4-1
- В 1/16 фіналу переміг Альфреда Анкамах (Гана) — 5-0
- В 1/8 фіналу переміг Маселіно Масое (Американське Самоа) — 5-0
- У чвертьфіналі переміг Йоні Нюмана (Фінляндія) — 5-0
- У півфіналі програв Лорану Будуані (Франція) — 1-4

## Професіональна кар'єра
Відразу після Олімпіади Гулд перейшов до професійного боксу. Впродовж п'яти років провів 28 боїв з суперниками невисокого рівня, зазнавши в цих боях дві поразки. 8 січня 1993 року в бою проти Дерріка Макгвайра, суперника, який вийшов на бій на серії з п'яти поразок і однієї нічиєї, Гулд переміг технічним нокаутом і завоював вакантний титул чемпіона світу за малопрестижною версією IBO в середній вазі.
У листопаді 1993 року провів останній бій і завершив кар'єру через травму.